# Schistostege decussata
Schistostege decussata is een nachtvlinder uit de familie van de spanners (Geometridae).
De spanwijdte van deze vlinder is 24 tot 34 millimeter. De grondkleur is wit met bruine aders en twee dwarslijnen aan de buitenkant van de vleugel. De franje is wit-bruin geblokt. In Oostenrijk en Hongarije komt een geelbruine vorm voor.
De soort gebruikt Euphorbia en Taraxacum als waardplanten. De rups is te vinden van april tot juni. De vliegtijd is in juni en juli.
Schistostege decussata komt voor in Oost- en Zuidoost-Europa.